# Pokušení

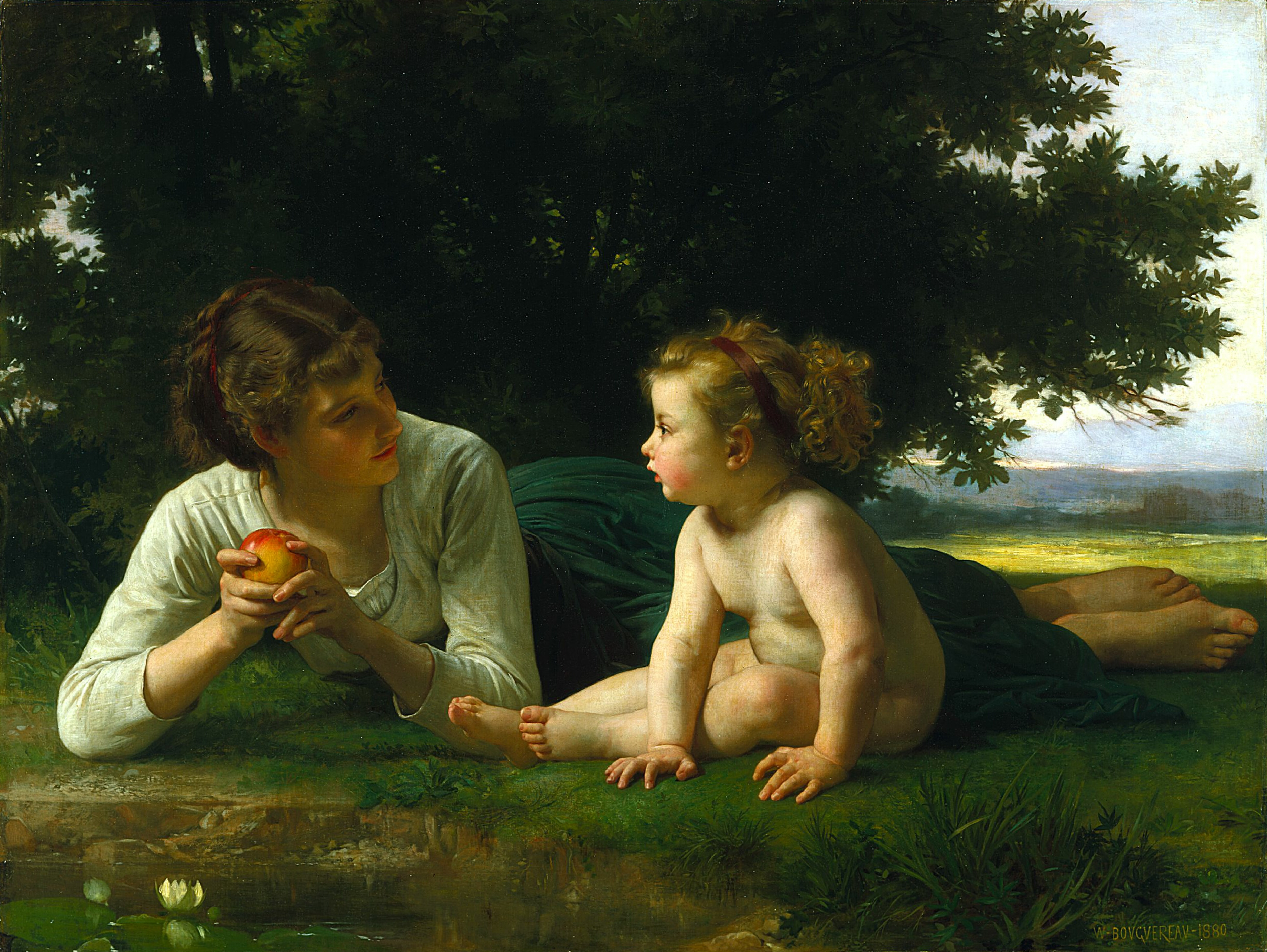
William-Adolphe Bouguereau: Pokušení

Pokušení je teologický pojem označující nutkání člověka dělat něco zlého, tj. určitou činnost v rozporu s morálními, popř. právními normami. Člověk je atraktivitou dotyčné činnosti vystaven pokušení tyto normy překročit a spáchat tak hřích; pokud však pokušení odolá, dokáže tím, že je dostatečně mravně silný, a posílí tím své pozitivní psychické vlastnosti.